# Hector Durville

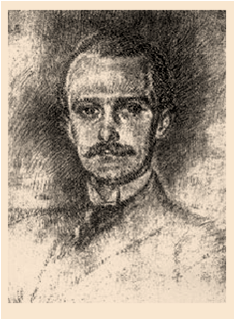
Hector Durville

Marie-François Hector Durville (* 8. April 1849 in Mousseaux-sur-Seine; † 1. September 1923 in Montmorency) war ein französischer Okkultist und Autor, der sich mit Animalischem Magnetismus beschäftigte.

## Leben und Wirken

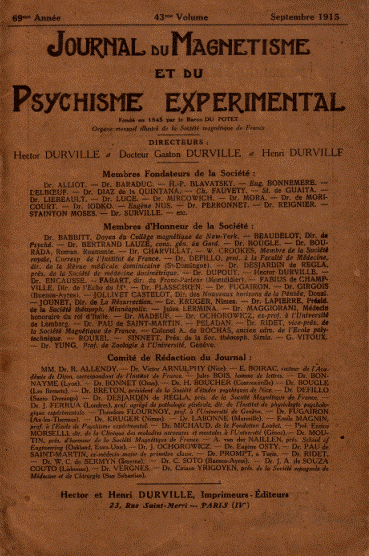
Journal du Magnétisme, Ausgabe vom September 1915

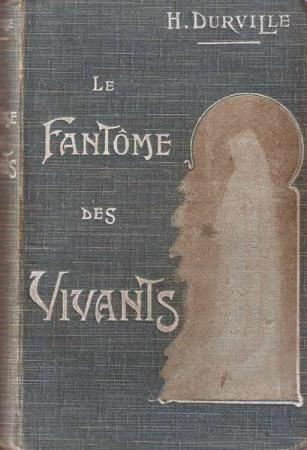
Le Fantôme des Vivants

Durville gründete 1887 die Société Magnétique de France, 1893 die École Pratique de Magnétisme et de Massage, den esoterischen Ordre Eudiaque de France und mit seinem Sohn Henri Durville (1887–1963) das Institut für Magnetismus in Paris. Er selbst gab das Journal du Magnétisme heraus, seine Söhne Henri und Gaston Durville (1887–1971) die Revue du Psychisme Expérimental.
In seinem Buch Fantôme des Vivants veröffentlichte er historische und theoretische Betrachtungen zur Astralprojektion, also zu bewusst erlebten außerkörperlichen Erfahrungen. Er beschreibt darin auch Versuche mit Menschen, die angaben, bewusst erleben zu können, ihren Astralkörper vom physischen Körper zu lösen, also Astralprojektionen erlebten. Die Versuche beschäftigten sich etwa mit der Interaktionsweise von Astralkörpern untereinander, jener von Astralkörpern mit physischen Körpern anderer Menschen und jener von Astralkörpern mit physikalischen Apparaturen, zum Beispiel mit Calciumsulfidschirmen und Sthenometern.
Im erwähnten Werk kommt er schließlich zu dem Schluss:

„1. Die Aussendung des Astralkörpers ist eine Tatsache, die durch unmittelbar dazu dienende Versuche nachgewiesen werden kann. Diese Versuche zeigen uns auch, daß die Lebenskraft vom Stoff unabhängig ist und daß unser Ich aus einem physischen Körper und einer denkenden Seele sowie aus einem Bindeglied, dem Astralkörper, besteht.
2. Da dieser Astralkörper vom physischen Körper getrennt existieren und wirken kann, kann er auch nach dem Tode existieren, d. h. die Unsterblichkeit ist eine wissenschaftlich erwiesene Tatsche.“

## Schriften
Einige der Schriften Durvilles wurden in das Deutsche, Englische, Italienische, Portugiesische und Spanische übersetzt.
- Traité expérimental et thérapeutique de magnétisme. Lois physiques du magnétisme, polarité humaine. Cours professé à la clinique du magnétisme en 1885–1886. Librairie du magnétisme, Paris 1895/86. 2 Bände. (Band 1 – Internet Archive; Band 2 – Internet Archive)
- Le magnétisme humain considéré comme agent physique. Mémoire lu au congrès magnétique international. Librairie du magnétisme, Paris 1890.
- Lois physiques du magnétisme. Polarité humaine. Conférence expérimentale faite à la société d'études psychologiques. Le 12 octobre 1886. Librairie du magnétisme, Paris 1887.
- Application de l’aimant (magnétisme minéral) au traitement des maladies. Février, Paris 1887.

- Le Massage et le magnétisme. Librairie du magnétisme, Paris 1895.
- L’enseignement du magnétisme. Librairie du magnétisme, Paris 1895.
- Le Magnétisme des animaux. Zoothérapie. Typographie A. Malverge, Paris 1896.
- Théories et procédés du magnétisme. Librairie du magnétisme, Paris 1900.
- Arguments des savants, hommes de lettres, hommes politiques, artistes et notabilités diverses, en faveur de la pratique du massage et du magnétisme. Librairie du magnétisme, Paris 1901.
- Le Fantôme des vivants. Anatomie et physiologie de l'âme. Recherches expérimentales sur le dédoublement des corps de l’homme. Bibliothèque Eudiaque. Paris.
  - Deutsch als: Der Fluidalkörper des lebenden Menschen. Experimentelle Untersuchungen über seine Anatomie und Physiologie. Altmann, Leipzig, 3. Auflage 1929.
- Die Physik des Animal-Magnetismus.  Edition Geheimes Wissen, Graz 2012, ISBN 978-3-902792-84-6.
- Magnétisme personnel ou psychique. 1921. (pnl-nlp.org).
  - Portugiesisch als: Heitor Durville: Magnetismo pessoal. O Pensamento, São Paulo 1960.
- Les Actions psychiques à distance. Quartres observations personelles. Perthuis, Paris 1915.
- Théories et procédés du magnétisme. Cours professé à l'école pratique de magnétisme. 5. Auflage. [Druckerei J. Ador], Paris 1956.
- Thérapeutique magnétique. Préface par Henri Durville. [Selbstverlag Henri Durville, Druckerei J. Ador], Paris 1953.
- Pour combattre les maladies par l’application de l’aimant. 15. Auflage. Edition H. Durville, Paris 1971.